# 奧斯丁·傑克森
奧斯丁·賈瑞爾·傑克森（英語：Austin Jarriel Jackson，1987年2月1日—），出生在登頓，為前美國職棒大聯盟的中外野手。他先前曾效力過老虎、水手、小熊、白襪、印地安人、巨人與大都會等隊。

## 職業生涯

### 小聯盟時期
傑克森是紐約洋基隊於2005年大聯盟選秀會中第8輪第259名所選中的選手，當時以80萬美金簽下合約，為第8輪選手裡面最高的簽約金。在2005－2009年，傑克森在洋基的小聯盟系統磨練，在2009年被評為洋基農場裡面頂級的選手。在2009年球季結束以後，傑克森被放進洋基隊的40人名單中，避免因規則五選秀被其他球隊選走。

### 底特律老虎
2009年，洋基以傑克森和底特律老虎交易柯蒂斯·格蘭德森 。4月5日為傑克森個人在大聯盟的第一場比賽，對手為堪薩斯市皇家。4月25日，傑克森從德州遊騎兵的先發投手Colby Lewis擊出大聯盟生涯的第1發全壘打。在大聯盟的第一個月，傑克森總共擊出36支的安打，而成為大聯盟4月份表現最佳的新人。

### 西雅圖水手
2014年7月31日，老虎、水手與光芒進行三方交易。傑克森到了水手隊、大衛·普萊斯到了老虎隊、德魯·史邁利、Nick Franklin和威利·亞達梅斯則到了光芒隊。
2015年5月3日，傑克森在比賽中扭傷腳踝，並在隔日進入傷兵名單。

### 芝加哥小熊
2015年8月31日，水手將傑克森交易至小熊，換來一名日後指定球員。這年他出賽136場比賽，寫下了17次盜壘成功。

### 芝加哥白襪
2016年3月6日，傑克森與白襪隊簽下了1年500萬美元的合約。不過傑克森在這年從6月10日起就未再上場。8月25日，白襪隊總經理宣布傑克森將動半月板撕裂手術，而這個手術也讓傑克森整個球季提前結束。該年他僅出賽54場比賽，打擊率為2成54。

### 克里夫蘭印地安人
2017年1月25日，傑克森以小聯盟合約加盟印地安人。8月1日，傑克森在紅襪主場接殺了亨利·拉米瑞茲可能形成的全壘打。當時他為了接殺飛球跑了快30公尺，並且差點摔進紅襪牛棚區。而這個美技也被大聯盟選為2017年度的最佳防守美技。

### 舊金山巨人
2018年1月22日，傑克森與巨人簽下2年600萬美元的合約。

### 紐約大都會
2018年7月8日，巨人隊將傑克森、Cory Gearrin與小聯盟選手Jason Bahr一同交易至遊騎兵，換來一名日後指定球員與現金。不過他在3天之後就遭到球隊指定讓渡，並於7月14日被釋出。7月27日，傑克森與大都會隊簽約。他與Juan Lagares共同分擔外野工作，填補約尼斯·塞佩達斯的受傷空缺。這年在球隊隊長大衛·萊特的引退賽中，傑克森敲出了再見全壘打。10月29日，他成為自由球員。
2020年4月，傑克森表示他很願意重返大聯盟，不過至今仍未有球隊給他合約。

## 外部連結
- 球員資訊和成績在MLB ，ESPN ，Retrosheet ，Baseball Reference ，Baseball Reference (Minors) ，Fangraphs ，The Baseball Cube （英文）
- 奧斯丁·傑克森在台灣棒球維基館上的頁面（繁體中文）